# 大炊御門頼国
大炊御門 頼国（おおいのみかど よりくに）は、安土桃山時代から江戸時代初期にかけての公卿。権大納言・大炊御門経頼の長男。官位は正三位・左近衛中将。大炊御門家18代当主。猪熊事件に関与したため処罰された。

## 経歴
天正6年（1578年）に叙爵し、侍従・左近衛少将をへて、天正15年（1587年）に従三位・左近衛中将となり公卿に列する。慶長3年（1598年）には正三位となったが、以降長く官位官職の上昇がなかった。
そんな中の慶長13年（1608年）に猪熊教利・烏丸光広・花山院忠長・飛鳥井雅賢・難波宗勝・中御門宗信・徳大寺実久らと共に御所の官女と密会して乱交に及ぶ事件を起こした。後陽成天皇の勅勘を被り、慶長14年（1609年）に硫黄島へと流されるところだったが、周囲の助けにより甑島に流される。
慶長18年（1613年）3月11日、同地で病死した。享年37。墓は寛永寺の谷中霊園にあり、墓石には「崇光院殿開国顕正大居士」と刻まれている。
また、頼国の墓は甑島にもある。白尾国柱の『麑藩名勝考』によれば、頼国は慶長18年（1613年）3月11日に病死した。一清院と号したという。

## 伝承
白尾国柱の『麑藩名勝考』によれば、頼国は甑島にて、現地の士人・梶原宗政の女を妻とし、春という名の女子1人が生まれた。春は島津忠恒に仕え、26歳の時に甑島の本田親豊に嫁いだという。
また、頼国の死後、梶原氏の女は松木宗隆に嫁ぎ、2女1男を産んだ。長女は早くして亡くなり、次女は老茶といい、島津光久に仕え、承応2年（1653年）10月17日に天然痘に罹り亡くなった。男子は少兵衛宗義を称し、松木氏を冒した。宗義の子は伊兵衛宗知を名乗ったが、宗知には男子がいなかったため、頼国の男系子孫は断絶した。